# Креатинин
Креатини́н — конечный продукт креатин-фосфатной реакции. Креатинин образуется в мышцах и затем выделяется в кровь. Креатинин участвует в энергетическом обмене мышечной и других тканей. Из организма креатинин выводится почками с мочой, поэтому креатинин (его количество в крови) — важный показатель деятельности почек.

## Краткие сведения
Содержание креатинина в крови зависит от объёма мышечной массы, поэтому для мужчин норма креатинина, как правило, выше, чем для женщин. Так как объём мышечной ткани быстро не меняется, уровень креатинина в крови — величина достаточно постоянная.
Норма креатинина в крови:
- Женщины: 44.0—80.0 мкмоль/л;
- Мужчины: 74,0—110,0 мкмоль/л;
- Дети до 1 года: 18—35 мкмоль/л;
- Дети от 1 года до 14 лет: 27—62 мкмоль/л;

Суточное выведение (клиренс) креатинина с мочой:
- у мужчин: 8,8—17,7 ммоль (1,0—2,0 г);
- у женщин: 7,1—15,9 ммоль (0,8—1,8 г).

Высокий креатинин — показатель обильной мясной диеты (если повышен в крови и в моче), почечной недостаточности (если повышен только в крови). Уровень креатинина возрастает при обезвоживании организма, поражении мышц, физической нагрузке. Низкий уровень наблюдается при сниженном потреблении мяса, вегетарианской диете и голодании, в I и II триместрах беременности. Высокий уровень креатинина может свидетельствовать о повышенном риске контраст-индуцированной нефропатии при рентгеноконтрастных исследованиях (см. Метод Кокрофта — Голта).
Креатинин как индикатор функции почек не лишён недостатков: на его уровень влияют пол, раса, масса тела, характер питания, наличие воспалительных заболеваний и возраст пациента. Кроме того, чувствительность креатинина как индикатора оставляет желать лучшего (его уровень в плазме крови может оставаться в пределах нормы даже при снижении скорости клубочковой фильтрации на 50 %). В связи с этим предложен новый метод определения скорости клубочковой фильтрации — по уровню цистатина C, имеющий значительные преимущества по чувствительности перед контролем уровня креатинина (но более дорогой).